# أليخاندرا إسبينوزا
أليخاندرا إسبينوزا (بالإسبانية: Alejandra Espinoza)‏ هي عارضة ومقدمة تلفزيونية مكسيكية، ولدت في 27 مارس 1987 في تيخوانا في المكسيك.

## وصلات خارجية
- أليخاندرا إسبينوزا على موقع IMDb (الإنجليزية)